# Diachasma anguma
Diachasma anguma är en stekelart som beskrevs av Fischer 1988. Diachasma anguma ingår i släktet Diachasma och familjen bracksteklar. Inga underarter finns listade i Catalogue of Life.